# Especificação condicional
Em biologia do desenvolvimento, dá-se o nome de diferenciação celular ao processo de desenvolvimento por meio do qual uma célula jovem e imatura se transforma em um tipo celular especializado, atingindo sua forma e funções maduras. Esse processo é composto por duas fases: especificação e determinação, verificando-se o aumento gradual do comprometimento da célula com um determinado destino à medida em que a célula percorre tais fases.
A especificação celular consiste em uma fase lábil, que ocorre no início do desenvolvimento do organismo (estágio de blástula), e após a qual a célula é capaz de se diferenciar autonomamente ainda que separada do resto do organismo e inserida em um meio neutro (como, por exemplo, uma placa de petri). Durante a especificação o tipo celular ainda não está determinado, razão pela qual se diz que o comprometimento da célula com um dado destino pode ser alterado (ou seja, o destino celular pode ser transformado em outro ou mesmo revertido – com a célula retornando ao estágio de pluripotência), o que não ocorre com células que já passaram para a fase de determinação.
São três os tipos de especificação: autônoma, condicional e sincicial.
A especificação condicional envolve a interação de uma dada célula com outras células ou tecidos vizinhos, o que restringe o destino de um ou de todos os participantes; logo, o destino da célula depende das condições nas quais ela se encontra (originando-se daí o nome atribuído a esse tipo de especificação). Sendo assim, a posição de uma célula em relação às demais é importante, pois determina quais interações poderão ocorrer. Trata-se, portanto, de processo extrínseco à própria célula, diferentemente da especificação autônoma, na qual o destino da célula está ligado ao material celular contido nos blastócitos. Assim, tem-se que a especificação condicional atua mais tarde no desenvolvimento em relação à especificação autônoma, pois requer um embrião já celularizado. 
A especificação condicional está ligada ao chamado desenvolvimento regulativo: até o estágio de blastocisto, a remoção, adição ou inserção de células no embrião não compromete o desenvolvimento do organismo, podendo ser compensada pela adaptação das células ao novo ambiente em que se encontram. Isso significa que em organismos que apresentam tal tipo de especificação, a retirada de uma célula faz com que a blástula compense a parte extraída, não havendo prejuízo, portanto, ao desenvolvimento final do indivíduo, uma vez que este passa por clivagens indeterminadas. Uma célula retirada de um dado animal e inserida em local distinto do mesmo indivíduo se transformará em uma célula nativa dessa nova área, em decorrência das interações com as outras células e tecidos que lá estão, demonstrando que a célula, nesse estágio, ainda tem retém certa plasticidade. Os blastômeros, portanto, apresentam potenciais de desenvolvimento similares, sendo capazes individualmente de dar origem a um indivíduo completo.
O destino da célula, portanto, depende da posição dela no embrião e nas interações decorrentes disso, verificando-se, portanto, que no desenvolvimento regulativo, os eixos do indivíduo se formam a partir das interações das células constituintes (e não com base na distribuição de materiais celulares em cada um dos blastômeros, como no desenvolvimento em mosaico).
(ver seção “Indução no desenvolvimento regulativo”, abaixo)

## Histórico
A especificação condicional foi descoberta na Alemanha, no final do século XIX, como consequência de testes referentes à teoria do desenvolvimento em mosaico, característico da especificação autônoma. 
Destacam-se, primeiramente, os estudos conduzidos por August Weismann, em 1883: sob a crença de que os cromossomos carregavam os determinantes nucleares, responsáveis pela diferenciação dos diversos tipos celulares, Weismann entendia que tais determinantes se dividiam de forma diferenciada nas diferentes porções do corpo, sendo que a linhagem germinativa reteria todos os determinantes. Ele conseguiu suporte à sua teoria cortando a cauda de camundongos recém-nascidos por 19 gerações, sendo que a prole de cada um deles tinha cauda normal, o que indicava que a linhagem germinativa não se afetava pelas condições do tecido somático.
Wilhelm Roux testou a hipótese de Weismann em 1888, indicando que os determinantes se dividiriam entre as metades direita e esquerda do embrião já na primeira divisão da clivagem. Seu experimento consistiu em destruir uma das duas células do embrião de uma rã, usando uma agulha quente, tendo observado a formação de meio embrião morto a partir da célula destruída e outra metade viva no estágio de nêurula, o que se provou posteriormente ser um artefato experimental. 
Assim como Roux, em 1892 Hans Driesch procurava responder como os blastômeros remanescentes de um embrião se desenvolviam após uma porção do embrião ser removida. Assim, realizou experimento que consistiu no isolamento de blastômeros de embriões de ouriço do mar contendo 2, 4 e 8 células. O resultado foi o surgimento de larvas normais, mas de tamanho reduzido; isto é, os blastômeros isolados foram capazes de regular seu desenvolvimento e formar um indivíduo completo, ao invés de se diferenciar tão somente como sua parte correspondente no embrião do qual foram extraídos.
Além do experimento acima descrito, Driesch alterou a direção da terceira clivagem, fazendo com que ela fosse meridional, diferentemente do processo natural, em que essa divisão se dá no plano equatorial da célula. A hipótese de Driesch era de que caso o modelo de segregação dos determinantes nucleares proposto por Wiesmann e Roux estivesse correto, o embrião resultante desse experimento deveria ter seus tecidos desorganizados como resultado da mudança da direção da clivagem, pois os determinantes teriam sido mudados de lugar. Todavia, o observado foi a formação de indivíduos normais, o que levou Driesch a concluir que “A posição relativa de um blastômero dentro do organismo como um todo provavelmente definirá de um modo geral o que tal blastômero originará.”

## Indução no desenvolvimento regulativo
Ao longo do desenvolvimento regulativo verifica-se a troca de sinais entre as células, determinando sua diferenciação em folhetos embrionários e influenciando a definição da polaridade dos eixos dorso-ventral e ântero-posterior. Dá-se o nome de indução à interação entre regiões do embrião que influencia a diferenciação ou o comportamento de uma segunda região. Denomina- se “indução primária” como aquela realizada pelo organizador, que resulta na definição do eixo dorsal do embrião, e como “induções secundárias” as demais, caracterizando-se, portanto, a necessidade da ocorrência de cascatas indutivas para o desenvolvimento do organismo (e não de apenas um evento de indução).
	O processo indutivo ocorre através da formação de gradientes de concentração de morfógenos, que são moléculas produzidas e secretadas por células embrionárias, as quais se difundem e atuam sobre outras células ou tecidos como sinais posicionais que controlam o destino celular no embrião. Assim, a expressão diferencial de genes fica dependente do gradiente de concentração de tais sinalizadores.
	Os sistemas de indução embrionária são compostos de, no mínimo, um tecido capaz de produzir o estímulo indutor e outro capaz de receber e responder ao estímulo. Além disso, é necessário que o tecido alvo da indução tenha a habilidade para responder de uma forma específica. Tal habilidade é chamada de competência e se altera com a idade embrionária, pois o tecido responsável pela produção do estímulo pode mudar ao longo do desenvolvimento.
Usando como modelo o embrião de uma salamandra aquática, Hans Spemann e Hilde Mangold mostraram, em 1924, que o lábio dorsal do blastóporo é a única região autodiferenciável da gástrula. Isto é, ao se remover o lábio dorsal de uma gástrula precoce e inseri-lo na região ventral de um embrião hospedeiro, desenvolve-se uma placa neural completa a partir da ectoderme, por indução da porção transplantada. Posteriormente, em 1938, o pesquisador Spemann definiu o lábio dorsal do blastóporo como o organizador, pois suas células são capazes de induzir tecidos ventrais do hospedeiro a formar estruturas dorsais (tubo neural e tecido mesodérmico dorsal) e define com nitidez os eixos no embrião hospedeiro. Além disso, o organizador é capaz de induzir a transformação de ectoderme em ectoderme neural, iniciar os movimentos de gastrulação e fazer com que a placa neural se torne o tubo neural. Posteriormente, Shih e Keller (1992) mostraram que o organizador consiste apenas das células epiteliais da zona marginal dorsal do blastóporo. Os trabalhos de Pieter Nieuwkoop realizados entre 1969 e 1977 com a rã Xenopus mostraram que a indução tem quatro estágios, sendo eles: (1) a formação do centro de Nieuwkoop que se dá na fertilização do óvulo, (2) a indução da formação do organizador (Spemann-Mangold) que leva à indução do eixo dorsal e do tubo neural, (3) a dorsalização da mesoderme e (4) a caracterização regional do tecido neural induzido - cérebro, medula espinhal, etc.

## Especificação condicional nos grupos de animais
Os resultados dos experimentos de Driesch tiveram grandes impactos no estudo da embriologia e mostraram como um blastômero isolado tem um potencial de diferenciação maior do que o seu destino prospectivo (com as células embrionárias sendo capazes de se diferenciar em mais formas do que o esperado no desenvolvimento normal, dado que isoladamente podem originar indivíduos completos), ao passo que Weismann e Roux entendiam que o potencial e o destino eram equivalentes (a célula embrionária teria destino invariável), o que corresponde ao desenvolvimento em mosaico. 
Inicialmente, entendia-se que a especificação condicional (e, consequentemente, o desenvolvimento regulativo) estava presente apenas em deuterostômios, mas diversos estudos em diferentes filos de protostômios indicaram a ocorrência de desenvolvimento regulativo também nesses grupos. Logo, não é possível generalizar no sentido da existência de embriões que apresentem “apenas” desenvolvimento mosaico ou regulativo, devendo-se sim considerar a ocorrência de ambos em diversos grupos, a depender da linhagem celular que se analisa.  Os experimentos com ouriço-do-mar, abaixo descritos, mostram que mesmo se tratando de um animal deuterostômio, ocorre um grau de diferenciação autônoma ao longo do eixo animal-vegetal.
Seguem abaixo exemplos de especificação condicional em alguns grupos:

### Nematódeos
Estudos realizados com a espécie Acrobeloides nanus indicaram que na diferenciação de células do intestino se verifica a existência de um mecanismo de interação celular caracterizado pela inibição: as células EMS liberam sinais que impedem que as células vizinhas AB e P2 desenvolvam células do intestino, dado que AB e P2 também possuem essa potencialidade. Isso porque em isoladamente, todas essas células deram origem a tecido intestinal. No entanto, no indivíduo sem a retirada de células, verifica-se que todas as células do intestino derivam apenas de EMS.

### Moluscos
Os gastrópodes apresentam especificação condicional na formação de alguns trofoblastos, enquanto outros se originam a partir de especificação autônoma.
Também verifica-se a ocorrência de diferenciação condicional no desenvolvimento da lula (Loligo pealii, Lesueur): os embriões de lula nos estágios 16 e 17 do desenvolvimento possuem essencialmente três componentes: uma camada externa de células, um epitélio que recobre o vitelo e o vitelo em si. Experimentos realizados isolando a camada celular externa e o epitélio que recobre o material nutritivo resultam em histogênse e desenvolvimento normais; no entanto, o isolamento da camada celular externa sozinha resulta na inocorrência de diferenciação, levando à conclusão de que o mencionado epitélio desempenharia papel indutor na diferenciação da camada celular externa.

### Equinodermos
Quando comparados com os grupos de protostômios, verifica-se que os deuterostômios apresentam uma contribuição maior da especificação condicional em seu desenvolvimento. Em série de experimentos realizados entre 1928 e 1939, o biologista sueco Sven Hörstadius separou várias camadas de embriões de ouriço-do-mar. Ao dividir um embrião de 8 células meridionalmente, foram originadas duas larvas completas. Porém, ao dividir o embrião de 8 células no plano equatorial, separando-se os polos animal e vegetal, do polo animal se originou uma esfera oca de células epidérmicas ciliadas, chamada de dauerblástula, e do polo vegetal se desenvolveu um embrião anormal de intestino expandido. Hörstadius duplicou esses resultados ao cortar pela metade óvulos não fertilizados e posteriormente fecundá-los. Tais experimentos evidenciaram o papel indutivo do polo vegetal sobre o desenvolvimento do polo animal.
Outro exemplo claro de especificação condicional em ouriços do mar é o efeito dos micrômeros sobre a especificação do polo vegetal: micrômeros da 4ª clivagem emitem sinais que são suficientes para a indução de um polo vegetal completo e funcional, ainda que transplantados para outras partes do animal, sendo esse um experimento clássico em biologia do desenvolvimento. Ainda, pode-se destacar a ocorrência de interação entre macrômeros veg2 e veg1, envolvida na especificação de componentes da endoderme em veg1.
Maruyama e colaboradores, em 1985, dividiram equatorialmente óvulos não fertilizados de ouriço-do-mar e somente a metade do polo vegetal foi capaz de formar micrômeros e gástrula, evidenciando, assim, que os determinantes necessários à formação dos micrômeros e à ocorrência da gastrulação se localizam no polo vegetal.

### Tunicados
A observação da ocorrência de especificação autônoma nos blastômeros dos tunicados foi um dos primeiros experimentos de destaque do campo da embriologia, sendo as ascídias utilizadas como o exemplo por excelência de desenvolvimento em mosaico. No entanto, verificou-se que a especificação condicional também desempenha um papel importante no desenvolvimento desses animais, como, por exemplo, na diferenciação da notocorda. Estudos apontam que uma das linhagens de blastocistos que dá origem à notocorda sofre indução por células vizinhas da endoderme, bem como por células de outra linhagem celular que também dará origem à própria notocorda.

### Anfíbios
Na salamandra Ambystoma mexicanurn (popularmente conhecida como axolote), assim como ocorre em outros vertebrados, o coração se forma a partir da placa mesodérmica anterior lateral, sendo tal diferenciação induzida pelas células de endoderme da faringe. Destaca-se que a ação indutora da endoderme faríngea ocorre mesmo durante o deslocamento das células mesodérmicas pela linha média ventral do embrião, ou seja, em momento no qual ainda não há contato direto entre a endoderme e as células em questão.
Ainda, ver abaixo a seção "Bases Moleculares da indução em Xenopus: formação de eixos corporais" para mais detalhes sobre as proteínas envolvidas na definição dos eixos corporais desses animais.

### Teleósteos
Experimentos envolvendo mutações no locus “no tail (ntl)” de peixe zebra (Danio renio) revelaram que a notocorda de tais organismos está envolvida na indução das células musculares pioneiras (as primeiras a sofrer elongação, mudanças bioquímicas e a apresentar propriedades específicas de músculos), a partir do mesoderma paraxial. Isso porque em mutantes para o gene indicado, os quais não formam a notocorda adequadamente, o desenvolvimento muscular foi anormal, não se verificando o surgimento de células musculares pioneiras bem como alterações na forma das células musculares. Assim, conclui-se que as células da notocorda estão envolvidas na indução da diferenciação das células musculares pioneiras.

### Mamíferos
Todas as linhagens definitivas dos embriões de mamífero passaram, em algum momento, por especificação condicional.
Como exemplo disso temos as células germinativas primordiais, para cuja especificação os sinais vindos de tecidos não embriônicos são fundamentais. Em ratos, verifica-se que as células do epiblasto distal, que normalmente se diferenciam em tecidos derivados da ectoderme, podem se diferenciar em células germinativas primordiais quando transplantadas para a região do epiblasto proximal (área na qual as células germinativas normalmente são originadas). No mesmo sentido, e como outra evidência de que mecanismos de indução estão envolvidos na especificação de células germinativas, é o fato de que células de epiblasto proximal inseridas em regiões distais não se diferenciam em cels germinativas, entendendo-se que isso se deve à ausência, na região distal, dos fatores indutores do desenvolvimento necessários ao surgimento de células germinativas primoridiais.

## Bases moleculares da indução emXenopus: formação de eixos corporais
Algumas moléculas se destacam na definição dos eixos corpóreos da rã Xenopus, como a β-catenina, a qual se acumula no lado dorsal, bem como as proteínas do organizador Chordin, Noggin e Follistatin, sendo que essas agem como inibidoras de repressores, impedindo a ação da proteína morfogenética 4 do osso (BMP4). Na porção ventral, ocorre o acúmulo da glicogênio sintase quinase 3 (GSK-3), que regula negativamente a β-catenina, e da proteína morfogenética 4 do osso (BMP4), que induz a formação da mesoderme ventrolateral. Assim, ocorre um duplo gradiente (Nieuwkoop, 1952 e Toivonen e Saxén 1955), em que determinados fatores de transcrição se concentram em cada polo e se distribuem de forma diferente ao longo do eixo dorso-ventral.
Em Xenopus, a formação do eixo ântero-posterior ocorre posteriormente à formação do eixo dorsoventral. A proteína Cerberus, secretada pelo organizador, induz a formação das estruturas anteriores, promovendo a formação da glândula do cimento, olhos e placódios olfatórios. Além disso, tal proteína suprime a formação da mesoderme dorsal, sendo sua transcrição ativada por Follistatin, Noggin e Chordin, o que pode explicar o fato de que a transcrição de Cerberus  é limitada à região mais próxima ao organizador. 
Alguns fatores de transcrição também se concentram na região posterior e são capazes de alterar a expressão de genes Hox mais posteriores, como o ácido retinoico e uma forma embrionária do fator de crescimento do fibroblasto (FGF), o eFGF.